# Leidsel

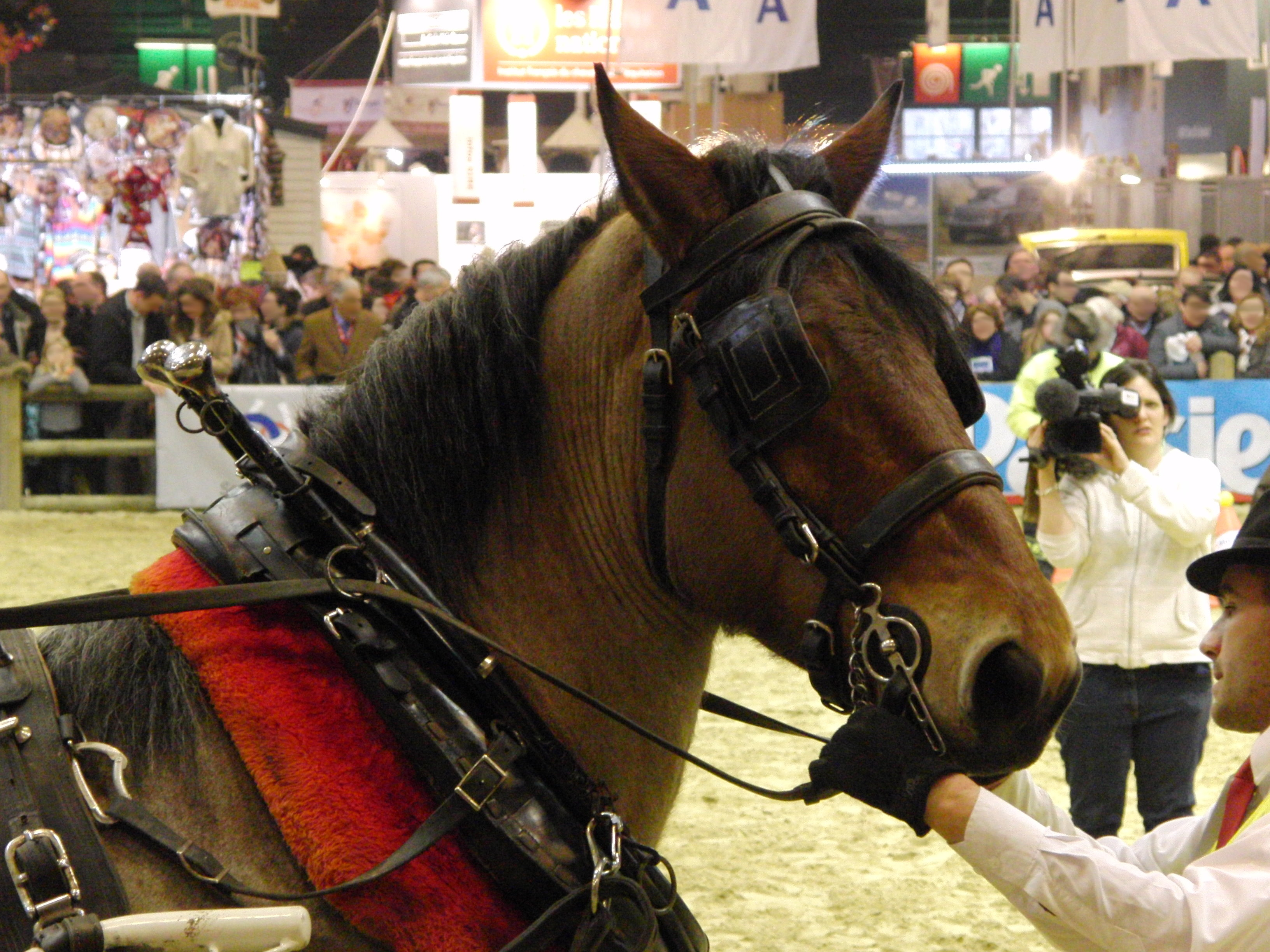
De leidsels lopen door speciale ogen aan de nekriem of het gareel en aan het schoftzadel

Een leidsel is een lange leren riem (soms ook gemaakt van touw of stevig lint) die dient als hulpmiddel voor de menner van een paard voor een wagen of kar waarmee hij de aanspanning bestuurt en het tempo onder controle houdt.
Leidsels komen meestal paarsgewijs voor en lopen vanaf het bit in de mond van het paard, via twee ogen op de nekriem en twee ogen op het schoftstuk, naar de hand van de koetsier. De overtollige lengte wordt daar meestal door middel van een kleine pinkriem in een lus omhoog gehouden. Nabij het bit, en in het midden van de set (tussen de linker en de rechter leidsel), bevinden zich meestal gespen.
Er zijn verschillende typen leidsels in gebruik voor het mennen. Bij Friese sjezen en boerenaanspanningen worden hiervoor meestal speciale koorden van touw gebruikt maar binnen de geavanceerde mensport zijn leren leidsels het meest algemeen.
Voor mennen met meerspannige aanspanningen, zoals tweespan of vierspan, worden meestal Achenbachleidsels (ook: kruisleidsels) toegepast.

## Overige
De lederen riemen waarmee een ruiter zijn paard bestuurt en aanwijzingen geeft worden teugels genoemd.